# Empoascanara ibis
Empoascanara ibis är en insektsart som först beskrevs av Irena Dworakowska 1972.  Empoascanara ibis ingår i släktet Empoascanara och familjen dvärgstritar. Inga underarter finns listade i Catalogue of Life.